# Santiago Solari
Santiago Hernán Solari Poggio (Rosário, 7 de outubro de 1976) é um treinador e ex-futebolista argentino que atuava como meio-campista. Atualmente está sem clube.

## Carreira como jogador

### Real Madrid
Quando jogador, foi um meia-esquerda muito habilidoso e de grande técnica. Foi contratado pelo Real Madrid em 2000, por indicação do ex-volante e ídolo Fernando Redondo, quando o mesmo estava de saída da equipe merengue.
Esteve presente no título da Liga dos Campeões da UEFA de 2001–02, tendo boa atuação na final e participando da jogada que terminou no segundo gol da equipe espanhola. Posteriormente, após as chegadas de Ronaldo e David Beckham, viria a fazer parte do time que ficou conhecido como Galácticos, que já contava com Luís Figo, Zinédine Zidane, Roberto Carlos e outras estrelas.

### Internazionale
Depois de perder espaço na equipe, em julho de 2005 foi contratado pela Internazionale. Em três temporadas no clube italiano, Solari atuou em 71 partidas e marcou sete gols.
O argentino deixou a Inter em agosto de 2008, rumo ao San Lorenzo.

## Carreira como treinador

### Início
Iniciou sua carreira como técnico no Real, primeiro comandando as categorias de base e depois o Real Madrid Castilla. Assumiu interinamente a equipe principal do Real Madrid em 29 de outubro de 2018, depois da demissão de Julen Lopetegui. No dia 12 de novembro, Solari foi efetivado.
Após resultados ruins na La Liga e eliminações na Copa do Rei e na Liga dos Campeões da UEFA, Solari não resistiu a pressão e foi demitido no dia 11 de março de 2019. No total, o argentino comandou o Real em 32 jogos, com 22 vitórias, dois empates e oito derrotas.

### América-MEX
Foi anunciado pelo América do México no dia 4 de janeiro de 2021.

## Estatísticas

### Como treinador
Atualizadas até 2 de março de 2022
| Clube                | Jogos | Vitórias | Empates | Derrotas | Aproveitamento |
| -------------------- | ----- | -------- | ------- | -------- | -------------- |
| Real Madrid Castilla | 86    | 32       | 29      | 25       | 48.45%         |
| Real Madrid          | 32    | 22       | 2       | 8        | 70.83%         |
| América              | 50    | 26       | 12      | 12       | 60%            |

## Títulos

### Como jogador
River Plate
- Campeonato Argentino: 1996, 1997 (Apertura) e 1996 (Clausura)
- Copa Libertadores da América: 1996[9]
- Supercopa Sul-Americana: 1997

Real Madrid
- La Liga: 2000–01 e 2002–03
- Supercopa da Espanha: 2001 e 2003
- Liga dos Campeões da UEFA: 2001–02
- Supercopa da UEFA: 2002
- Copa Intercontinental: 2002

Internazionale
- Serie A: 2005–06, 2006–07 e 2007–08
- Copa da Itália: 2005–06
- Supercopa da Itália: 2005 e 2006

### Como treinador
Real Madrid
- Copa do Mundo de Clubes da FIFA: 2018